# ФК „Марсашлок“
ФК „Марсашлок“ (на малтийски Marsaxlokk Football Club) е малтийски футболен клуб, базиран в град Марсашлок. Основан през 1949 година като „Марсашлок Уайт Старс“. Шампион в Малта през сезон 2006/07.

## Предишни имена
| Години      | Име                                            |
| 1949 – 1954 | Марсашлок Уайт Старс Marsaxlokk White Stars FC |
| 1954 –      | Марсашлок ФК Marsaxlokk FC                     |

## Успехи
- Премиер лийг:
  -  Шампион (1): 2006/07
  -  Вицешампион (1): 2007/08
  -  Бронзов медал (1): 2005/06
- Първа дивизия:
  -  Шампион (2): 2001/02, 2009/10
- Втора дивизия:
  -  Шампион (1): 1999/2000
- Трета дивизия:
  -  Шампион (2): 1970/71, 2016
- Купа на Малта
  -  Финалист (2): 2003/04, 2022/23
- Суперкупа на Малта
  -  Финалист (1): 2007

## Треньори
- Атанас Маринов (2004 – 2005)[1][2]

## Български футболисти
- Хари Бориславов: 2003 (11 мача - 3 гола)
- Митко Трендафилов: 2004/05 (21 мача - 3 гола)
- Станимир Георгиев: 2005 (3 мача - 0 гола)
- Емил Янчев: 2009/11 (23 мача - 0 гола)
- Мартин Деянов: 2009/12 (56 мача - 13 гола)
- Румен Гълъбов: 2010/11 (39 мача - 4 гола)